# José Antonio Lacasa Díaz
José Antonio Lacasa Díaz (Villanueva y Geltrú, España, 18 de marzo de 1973) es maestro internacional de ajedrez.

## Resultados destacados en competición
Fue una vez Campeón de Cataluña de ajedrez, en el año 2006, superando al gran maestro Víktor Moskalenko.